# Kele (langue)
Pour les articles homonymes, voir Kele (homonymie).
Le kele est une des langues des îles de l'Amirauté parlée à Manus (partie orientale) en Papouasie-Nouvelle-Guinée par 600 locuteurs.